# 八河川镇
八河川镇，是中华人民共和国辽宁省丹东市宽甸满族自治县下辖的一个乡镇级行政单位。

## 行政区划
八河川镇下辖以下地区：
八河川村、兴隆峪村、洋册子村、酒局子村和蜂蜜沟村。